# Ocourt
Ocourt is een plaats en voormalige gemeente in het Zwitserse kanton Jura, en maakt deel uit van de gemeente Clos du Doubs in het district Porrentruy.
Ocourt telt 135 inwoners.